# Hernando de Zaera
Hernando de Zaera, también nombrado en algunas fuentes como Hernando Çahera (fl. 1536) fue un conquistador español del siglo XVI en la época de la conquista ibérica de América. Participó como soldado a las órdenes de Francisco Pizarro, tomando parte en varias batallas contra los alzamientos rebeldes incas. Fue teniente de Santiago, que posteriormente de erige como Corregimiento de Guayaquil.

## Tenencia de Santiago
Luego de la fundación de Santiago, el 15 de agosto de 1534 en las cercanías de la actual ciudad de Riobamba, Se dispuso su traslado inmediato para el año siguiente por parte de Sebastián de Belalcázar. Belalcázar traslada Santiago desde el altiplano al litoral en tierras dominada por tribus nativas, en especial, los chonos. tras la partida de Belalcázar, Santiago quedó bajo el mando de los alcaldes ordinarios Antonio de Rojas y Diego de Daza.
Tras varios ataques de los nativos, varios vecinos de Santiago se dispusieron a marchar de la ciudad. Diego de Tapia viajó con varios de sus hombres hacia la Tenencia de Santiago para apaciguar los ataques nativos. En el sur, Pizarro y Diego de Almagro habían tenido varias disputas, por lo cual se ordena remover de cargo a partidarios almagristas.
Se ordena al capitán Hernando de Zaera, apoderado de Andagoya y Montañés, ocupar el cargo de teniente de gobernador en Santiago, así como a Gonzalo de Olmos en Puerto Viejo. Pedro de Puelles ordena retirarse a Tapia y luego ordena su ejecución. Zaera en Santiago ordena el traslado del poblado de Santiago a un nuevo emplazamiento en el sector de Chaday (a orillas del actual río Yaguachi), apoyado por el capitán Juan Porcel, en 1536.
Sin embargo, en el Perú se inició la rebelión de Manco Inca,  también conocido como Manco Cápac II, por lo cual Zaera parte en apoyo a Pizarro hacia el sur dejando desprotegido a Santiago. Más tarde sería designado a Francisco de Orellana para que reemplace en el cargo de teniente de gobernador a Zaera.